# Río Kubán
El río Kubán (en ruso: Кубань; en adigués: Псыжъ) es un largo río de la Rusia europea que fluye por la región del Cáucaso Norte y desemboca en el mar de Azov. Su longitud total es de 870 km (906 km si se considera su fuente el río Ullukam) y su cuenca drena una superficie de 57.900 km². Las ciudades más importantes a sus orillas son Cherkesk, Nevinnomysk y Krasnodar.
Administrativamente, el río discurre por la República de Karacháyevo-Cherkesia, el krai de Stávropol, el krai de Krasnodar y la República de Adiguesia de la Federación de Rusia.

## Geografía

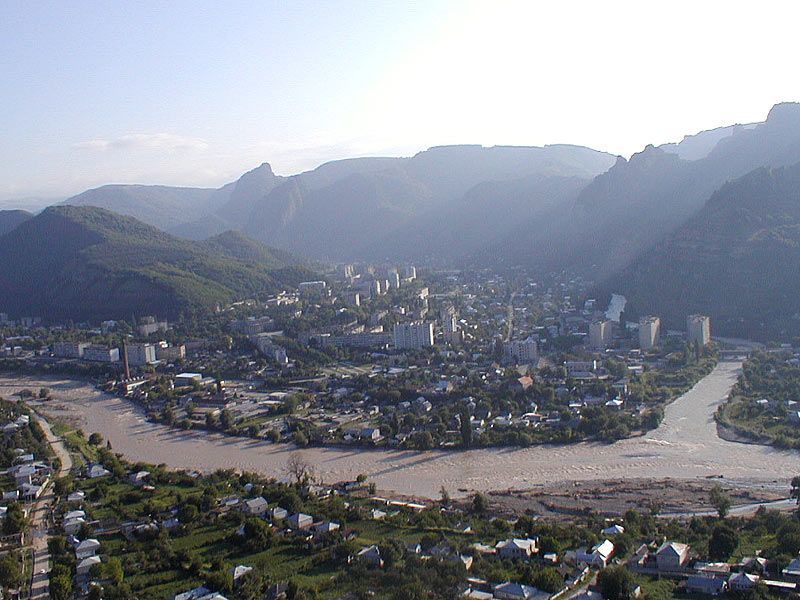
El río Kubán a su paso por Karacháyevsk.

El río Kubán nace de la confluencia de los ríos Ulukam (su fuente más lejana, que baja desde el monte Elbrús) y Ukchulán, en la localidad de Ulukam, en la vertiente septentrional de las montañas del Cáucaso, muy cerca de la frontera con la república de Georgia. El río discurre en el curso alto por la República de Karacháyevo-Cherkesia, en dirección noroeste, aunque en seguida toma rumbo norte. Pasa por las ciudades de Karacháyevsk (22 113 hab. en 2002), Ust-Dzheguta (32 903 hab.) (donde el río está embalsado) y Cherkessk (116 244 hab.), la capital de la república.
Forma durante un tramo frontera natural con el krai de Stávropol, en el que luego se interna por su parte meridional, recibiendo en Ust-Nevinsky por la derecha al río Nevinsky y llegando luego a Nevinnomysk (132 141 hab.), donde incorpora, por la izquierda, al río Bolshói Zelenchuk (con una longitud de 158 km y una cuenca de 2730 km²). Aguas abajo sale del río el canal de Nevinnomysk hacia el río Yegorlyk, un punto en el que el río Kubán comienza una amplia curva en dirección noroeste en la que se interna en el krai de Krasnodar. Luego atraviesa la ciudad de Armavir (193 964 hab.), donde recibe por la izquierda al río Urup (con una longitud de 231 km y una cuenca de 3220 km²). Sigue por Novokubansk (35 400 hab.) y vuelve a formar durante otro tramo frontera natural con el krai de Stávropol, al este. El río gira entonces decididamente hacia el oeste-suroeste, siguiendo en Krasnodar, atravesando Kropotkin (79 185 hab.) y llegando a Ust-Labinsk (43 824 hab.), ya en el límite del krai, en el que recibe por la izquierda al río Laba (con una longitud de 214 km y una cuenca de 12 500 km²).
Da inicio un tramo del río que forma la frontera, en un tramo de casi 100 km, con la República de Adiguesia, un tramo que parte está embalsado (más de 50 km), el correspondiente al lago artificial del embalse de Krasnordárskoye. En la zona del embalse, el río recibe por la izquierda, provenientes del sur, al río Bélaya (con una longitud de 273 km y una cuenca de 5990 km²) y al río Pshish (con una longitud de 270 km y una cuenca de 1850 km²). Dejada atrás la presa, aguas abajo, pero todavía en el tramo fronterizo con Adiguesia, en la orilla septentrional, está la ciudad de Krasnodar (646 175 hab.), la capital del krai y la ciudad más importante de todo el recorrido del río Kubán. Finalmente el río en su curso bajo, siguiendo en dirección oeste, se adentra en el krai de Krasnodar y comienza un área deltaica (de unos 4300 km²), con muchos con muchos brazos, islas y marismas, que posee dos sitios Ramsar. En el curso principal, el Kubán pasa por las ciudades de Troickaja y, casi en la boca, Temriuk (36 118 hab.), para finalmente desembocar en el mar de Azov. El brazo más importante de este tramo final es el río Protoka, en cuyas orillas está Slaviansk-na-Kubani (64 136 hab.).
El río Kubán es navegable desde la boca hasta Krasnodar.
El río Kubán está embalsado en varios puntos de su curso por presas con fines irrigatorios e hidroeléctricos, creando grandes lagos artificiales como los de Krasnordárskyoe, Tschik y Shapsug.

### Afluentes
Los principales afluentes del río Kubán, siguiendo el río aguas abajo, de la fuente a la boca, son los siguientes:
- río Ulukam (su fuente más lejana, que baja desde el monte Elbrús);
- río Ukchulán, su otra fuente;
- río Nevinka
- río Bolshói Zelenchuk (Большой Зеленчук), por la izquierda, con una longitud de 158 km y una cuenca de 2.730 km²;
- río Urup (Уруп), por la izquierda, con una longitud de 231 km, una cuenca de 3.220 km² y un caudal de 16,5 m³/s;
- río Laba (Лаба), por la izquierda, con una longitud de 214 km, una cuenca de 12.500 km² y un caudal de 95,7 m³/s;
- río Bélaya (Белая), por la izquierda, con una longitud de 273 km y una cuenca de 5.990 km²;
- río Pshish (Пшиш), con una longitud de 270 km, una cuenca de 1850 km² y un caudal de 25 m³/s;
- río Protoka, un brazo del área deltaica.

## Historia
Se cree que desde el siglo X en la zona habitaron los cosacos, que en 1282 fundaron la ciudad de Novocherkassk. Aparecen ya como grupo en las fuentes históricas a partir del siglo XVIII, como los cosacos de Kubán, la más importante comunidad cosaca después de los cosacos del Don.
En 1943, durante la Segunda Guerra Mundial tuvo lugar en el curso del río una importante batalla, la batalla del cruce del Kubán